# Sarzens
Sarzens es una comuna suiza del cantón de Vaud, situada en el distrito de Broye-Vully. Limita al noroeste con la comuna de Curtilles, al noreste con Lovatens, al sureste con Brenles, y al suroeste con Chesalles-sur-Moudon.
Hasta el 31 de diciembre de 2007 formó parte del distrito de Moudon y del círculo de Lucens.